# Lee Patrick
Lee Patrick (New York, 22 novembre 1901 – Laguna Beach, 21 novembre 1982) è stata un'attrice statunitense.

## Biografia
Figlia di un editore newyorkese, Lee Patrick studiò a Chicago e inizialmente non dimostrò interesse verso la carriera artistica. Dopo la morte del padre, incoraggiata dall'attore britannico George Arliss, iniziò a lavorare come attrice con compagnie di giro, debuttando nel 1922 a Broadway in The Bunch and Judy, al fianco di Fred Astaire, all'epoca noto sulle scene musicali teatrali in coppia con la sorella Adele. Durante tutto il decennio, per proseguire anche negli anni trenta, la Patrick fu una popolare e versatile interprete del palcoscenico in lavori quali The Green Beetle, Baby Mine, Little Women e June Moon, quest'ultima scritta da George S. Kaufman e Ring Lardner, in cui l'attrice apparve sia nella produzione originale del 1929 che in quella riportata alla ribalta nel 1933.
La sua performance in Stage Door, alla metà degli anni trenta, le consentì di ottenere un contratto cinematografico con la casa produttrice RKO, intenzionata a trarre un film dalla suddetta commedia. Tuttavia il ruolo della Patrick fu riscritto e venne suddiviso in due differenti personaggi, i ruoli dei quali andarono sul grande schermo a Katherine Hepburn e a Ginger Rogers nel film intitolato Palcoscenico, diretto nel 1937 da Gregory La Cava. All'attrice, che aveva al suo attivo un'unica apparizione cinematografica risalente al 1929, nel film Strange Cargo, furono invece affidati alcuni ruoli di supporto che non sfruttarono appieno il suo potenziale, in film quali la commedia Musica per signora (1937), il melodramma Io ti aspetterò (1938), e il gangster-movie Strisce invisibili (1939).
Avviata a una carriera di interprete caratterista, la Patrick continuò a lavorare intensamente anche nella prima metà degli anni quaranta, comparendo tra gli altri nel dramma La città del peccato (1940), al fianco di James Cagney e Ann Sheridan, nella commedia gialla Passi nel buio (1941), accanto a Errol Flynn, fino al primo vero ruolo di protagonista nel poliziesco The Secret's Nurse (1941), in cui interpretò il ruolo di Ruth Adams, una perspicace infermiera che risolve un delitto. Nel medesimo anno, la Patrick diede inoltre vita a uno dei personaggi per i quali è oggi maggiormente ricordata, quello di Effie Perine, la brillante segretaria del detective Sam Spade (interpretato da Humphrey Bogart) nel celebre noir Il mistero del falco di John Huston, prototipo del poliziesco anni quaranta e modello di narrativa cinematografica al quale si ispirarono molti successivi noir girati nel decennio. La carriera della Patrick proseguì durante gli anni quaranta con numerose apparizioni cinematografiche, seppur quasi sempre in ruoli secondari. Tra i suoi film del periodo, da ricordare Perdutamente tua (1942), Gli allegri imbroglioni (1943), La signora Parkington (1944), Il romanzo di Mildred (1945), Come nacque il nostro amore (1947), La fossa dei serpenti (1948).
All'inizio degli anni cinquanta la Patrick intraprese anche la carriera televisiva. Dopo le prime apparizioni sul piccolo schermo, fu protagonista della serie Boss Lady (1952), di cui girò 12 episodi nel ruolo di Aggie. Dopo aver interpretato l'ennesimo ruolo di supporto per il cinema, nella commedia Follie dell'anno (1954), l'attrice fu ingaggiata dalla CBS per la sitcom Topper, accanto a Leo G. Carroll, Anne Jeffreys e Robert Sterling, in cui interpretò il ruolo di Henrietta Topper in 63 episodi girati nel 1955. Altro suo ruolo televisivo da ricordare fu quello di Connie, la madre di Eve (Ida Lupino), protagonista di un altro telefilm commedia, Mr. Adams and Eve, andato in onda nel 1957 e interpretato anche da Howard Duff.
Nel frattempo la Patrick non abbandonò mai il grande schermo ed ebbe modo di continuare la sua carriera di caratterista in celebri titoli come il thriller La donna che visse due volte (1958) di Alfred Hitchcock, le commedie La signora mia zia (1958) e Il letto racconta (1959), il dramma Estate e fumo (1961). Nella prima metà degli anni sessanta rallentò sensibilmente l'attività e apparve ancora sul piccolo schermo in serie quali The Real McCoys (1961-1963) e Hazel (1965). Per il cinema comparve nei film Tra moglie e marito (1963), Le 7 facce del Dr. Lao (1964) e Squadra d'emergenza (1964). 
Dopo un'assenza dalle scene di circa un decennio, la Patrick ritornò in un'unica occasione su un set cinematografico per il film L'uccello tutto nero (1975), una rivisitazione in chiave satirica de Il mistero del falco, nella quale George Segal interpretò il ruolo del figlio del detective Sam Spade, impegnato a continuare il lavoro di investigatore del padre, mentre la Patrick riprese il suo vecchio ruolo di Effie Perine, questa volta quale ironica e caustica segretaria di Sam Spade Jr.

## Vita privata
La Patrick fu sposata dal 1937 con il giornalista Thomas Wood, autore della biografia The Lighter side of Billy Wilder. Il matrimonio durò fino alla morte dell'attrice, sopravvenuta il 21 novembre 1982, alla vigilia del suo 81º compleanno, per le conseguenze di una malattia cardiovascolare.

## Filmografia

### Cinema
- Strange Cargo, regia di Benjamin Glazer e Arthur Gregor (1929)
- Border Cafe, regia di Lew Landers (1937)
- You Can't Beat Love, regia di Christy Cabanne (1937) - scene cancellate
- Musica per signora (Music for Madame), regia di John G. Blystone (1937)
- Danger Patrol, regia di Lew Landers (1937)
- Crashing Hollywood, regia di Lew Landers (1938)
- Night Spot, regia di Christy Cabanne (1938)
- Maid's Night Out, regia di Ben Holmes (1938)
- Condannate (Condamned Women), regia di Lew Landers (1938)
- Law of the Underworld, regia di Lew Landers (1938)
- Io ti aspetterò (The Sisters), regia di Anatole Litvak (1938)
- Sul mare luccica (Fisherman's Wharf), regia di Bernard Vorhaus (1939)
- Strisce invisibili (Invisible Stripes), regia di Lloyd Bacon (1939)
- Saturday's Children, regia di Vincent Sherman (1940)
- Ladies Must Live, regia di Noel M. Smith (1940)
- Money and the Woman, regia di William K. Howard (1940)
- La città del peccato (City for Conquest), regia di Anatole Litvak e, non accreditato, Jean Negulesco (1940)
- A sud di Suez (South of Suez), regia di Lewis Seiler (1940)
- Father Is a Prince, regia di Noel M. Smith (1940)
- Honeymoon for Three, regia di Lloyd Bacon (1941)
- Passi nel buio (Footsteps in the Dark), regia di Lloyd Bacon (1941)
- The Nurse's Secret, regia di Noel M. Smith (1941)
- Million Dollar Baby, regia di Curtis Bernhardt (1941)
- Kisses for Breakfast, regia di Lewis Seiler (1941)
- The Smiling Ghost, regia di Lewis Seiler (1941)
- Il mistero del falco (The Maltese Falcon), regia di John Huston (1941)
- Dangerously They Live, regia di Robert Florey (1941)
- In questa nostra vita (In This Our Life), regia di John Huston (1942)
- Incontro a Bataan (Somewhere I'll Find You), regia di Wesley Ruggles (1942)
- Perdutamente tua (Now, Voyager), regia di Irving Rapper (1942)
- Mia moglie ha sempre ragione (George Washington Slept Here), regia di William Keighley (1942)
- La morte viene dall'ombra (A Night to Remember), regia di Richard Wallace (1942)
- Gli allegri imbroglioni (Jitterbugs), regia di Malcolm St. Clair (1943)
- Prediletta di nessuno (Nobody's Darling), regia di Anthony Mann (1943)
- Larceny with Music, regia di Edward C. Lilley (1943)
- Moon Over Las Vegas, regia di Jean Yarbrough (1944)
- Gambler's Choice, regia di Frank McDonald (1944)
- La signora Parkington (Mrs. Parkington), regia di Tay Garnett (1944)
- Faces in the Fog, regia di John English (1944)
- Dinamite bionda (Keep Your Powder Dry), regia di Edward Buzzell (1945)
- See My Lawyer, regia di Edward F. Cline (1945)
- Addio vent'anni (Over 21), regia di Charles Vidor (1945)
- Il romanzo di Mildred (Mildred Pierce), regia di Michael Curtiz (1945)
- ...e le mura caddero (The Walls Came Tumbling Down), regia di Lothar Mendes (1946)
- Strange Journey, regia di James Tinling (1946)
- Wake Up and Dream, regia di Lloyd Bacon (1946)
- Come nacque il nostro amore (Mother Wore Tights), regia di Walter Lang (1947)
- Singin' Spurs, regia di Ray Nazarro (1948)
- Big Sister Blues, regia di Alvin Ganzer (1948) - cortometraggio
- Inner Sanctum, regia di Lew Landers (1948)
- La fossa dei serpenti (The Snake Pit), regia di Anatole Litvak (1948)
- Solo contro il mondo (The Doolins of Oklahoma), regia di Gordon Douglas (1949)
- Hello Out There, regia di James Whale (1949) - cortometraggio
- Prima colpa (Caged), regia di John Cromwell (1950)
- Linciaggio (The Lawless), regia di Joseph Losey (1950)
- Accidenti che ragazza! (The Fuller Brush Girl), regia di Lloyd Bacon (1950)
- Gli uomini perdonano (Tomorrow Is Another Day), regia di Felix E. Feist (1951)
- Portami in città (Take Me to Town), regia di Douglas Sirk (1953)
- The Backbone of America, regia di Marc Daniels (1953) - film tv
- Follie dell'anno (There's No Business Like Show Business), regia di Walter Lang (1954)
- La donna che visse due volte (Vertigo), regia di Alfred Hitchcock (1958)
- La signora mia zia (Auntie Mame), regia di Morton DaCosta (1958)
- Il letto racconta (Pillow Talk), regia di Michael Gordon (1959)
- Un marziano sulla Terra (Visit to a Small Planet), regia di Norman Taurog (1960)
- Le piace Brahms? (Goodbye Again), regia di Anatole Litvak (1961)
- Estate e fumo (Summer and Smoke), regia di Peter Glenville (1961)
- Una ragazza chiamata Tamiko (A Girl Named Tamiko), regia di John Sturges (1962)
- Tra moglie e marito (Wives and Lovers), regia di John Rich (1963)
- Le 7 facce del Dr. Lao (7 Faces of Dr. Lao), regia di George Pal (1964)
- Squadra d'emergenza (The New Interns), regia di John Rich (1964)
- L'uccello tutto nero (The Black Bird), regia di David Giler (1975)

### Televisione
- Public Prosecutor – serie TV, 1 episodio (1948)
- Your Show Time – serie TV, 1 episodio (1949)
- Squadra mobile (Racket Squad) – serie TV, 1 episodio (1951)
- Boss Lady – serie TV, 12 episodi (1952)
- Mark Saber – serie TV, 1 episodio (1952)
- General Electric Theater – serie TV, 1 episodio (1953)
- Mr. & Mrs. North – serie TV, 1 episodio (1953)
- Gianni e Pinotto (The Abbott and Costello Show) – serie TV, episodio 1x20 (1953)
- I Married Joan – serie TV, 2 episodi (1953)
- Topper – serie TV, 63 episodi (1953-1955)
- Kings Row – serie TV, episodio 1x04 (1955)
- The Adventures of Hiram Holliday – serie TV, 1 episodio (1957)
- Corky, il ragazzo del circo (Circus Boy) – serie TV, episodio 1x25 (1957)
- Mr. Adams and Eve – serie TV, 5 episodi (1957)
- The 20th Century-Fox Hour – serie TV, episodio 2x19 (1957)
- Those Whiting Girls – serie TV, 1 episodio (1957)
- The Lineup – serie TV, 1 episodio (1957)
- Matinee Theatre – serie TV, 1 episodio (1957)
- Carovane verso il West (Wagon Train) – serie TV, 1 episodio (1959)
- Hawaiian Eye – serie TV, episodio 1x03 (1959)
- The Dennis O'Keefe Show – serie TV, 1 episodio (1960)
- The Chevy Mystery Show – serie TV, episodio 1x01 (1960)
- Lawman – serie TV, 2 episodi (1959-1960)
- Gli intoccabili (The Untouchables) – serie TV, 1 episodio (1960)
- Harrigan and Son – serie TV, 1 episodio (1961)
- Indirizzo permanente (77 Sunset Strip) – serie TV, episodio 3x23 (1961)
- The Alvin Show – serie TV, 1 episodio (1961)
- Pete and Gladys – serie TV, episodio 2x14 (1961)
- Avventure in paradiso (Adventures in Paradise) – serie TV, episodio 3x25 (1962)
- Follow the Sun – serie TV, episodi 1x17-1x29 (1962)
- The Rifleman – serie TV, 1 episodio (1962)
- The Real McCoys – serie TV, 2 episodi (1961-1963)
- Summer Playhouse – serie TV, 1 episodio (1964)
- The Farmer's Daughter – serie TV, 1 episodio (1964)
- The Donna Reed Show – serie TV, 1 episodio (1965)
- Hazel – serie TV, 2 episodi (1965)

## Doppiatrici italiane
- Adriana De Roberto in Strisce invisibili
- Wanda Tettoni ne La città del peccato
- Clelia Bernacchi in In questa nostra vita
- Dina Perbellini ne La signora Parkington
- Tina Lattanzi in Prima colpa
- Lia Orlandini in Accidenti che ragazza
- Giovanna Scotto ne La signora mia zia
- Franca Dominici ne Il letto racconta…
- Emanuela Fallini ne Il mistero del falco (ridoppiaggio)